# Eukoenenia lanai
Espèce
Eukoenenia lanai est une espèce de palpigrades de la famille des Eukoeneniidae.

## Distribution
Cette espèce est endémique du Piémont en Italie. Elle se rencontre dans la miniera superiore di Monfieis à Demonte.

## Description
Le mâle holotype mesure 2,100 mm et la femelle paratype 2,170 mm

## Étymologie
Cette espèce est nommée en l'honneur d'Enrico Lana.

## Publication originale
- Christian, Isaia, Paschetta & Bruckner, 2014 : Differentiation among cave populations of the Eukoenenia spelaea species-complex (Arachnida: Palpigradi) in the southwestern Alps. Zootaxa, no 3794 (1), p. 52–86 (texte original).